# Consejo Europeo de las Profesiones Liberales

Logotipo del Consejo Europeo de las Profesiones Liberales

El Consejo Europeo de las Profesiones Liberales (CEPLIS) es un o de los grupos de presión más antiguos en el ámbito europeo. Fue en 1974 cuando el entonces denominado SEPLIS (Secretariado Europeo de las Profesiones Liberales) fue fundado gracias al impulso de Jean-Pierre de Crayencour, un exfuncionario de la Unión Europea. La creación del SEPLIS fue el resultado de las iniciativas de diferentes Comités Europeos de profesiones liberales a los que se unieron más adelante federaciones interprofesionales de los Estados miembros. No fue hasta finales de los años 90 cuando la denominación de SEPLIS pasó a ser CEPLIS.
CEPLIS se compone de una Asamblea General que se reúne al menos dos veces al año, un Comité Ejecutivo formado por diez miembros que es elegido por la Asamblea General cada 3 años y una Secretaría General establecida en Bruselas.
El actual Consejo Ejecutivo de CEPLIS está compuesto por: Gaetano Stella (Confprofessioni), Victoria Ortega (UP), Simone Zerah junto con Philippe Brochet (EUPLMG), François Blanchecotte (UNAPL), Benjamin Rizzo (MFPA), Michael Van Gompen (ECCO), Bernard Jacquemin junto con Eric Thiry (UNPLIB), Jerry Carroll (IIPA), Jean-Yves Pirlot (CLGE) y Mario Gazic (ENC).